# Heroes of Might and Magic V
Heroes of Might and Magic V – strategiczna gra turowa będąca piątą odsłoną sagi Heroes of Might and Magic. Jest to pierwsza część gry z grafiką 3D (pełne trójwymiarowe środowisko zarówno w ekranie walki, jak i mapy oraz miasta). Gra w wielu aspektach nawiązuje do Heroes of Might and Magic III, niewiele pozostawiając z części czwartej (występują jednak nawiązania do kilku bohaterów z poprzednich części).
Akcja gry umieszczona jest w fantastycznym świecie Ashan i opiera się na walce dobra ze złem (Inferno przeciwko Przystani i jej sojusznikom). Nie zachowano powiązań fabularnych z poprzednimi częściami gry.

## Fabuła

### Świat
Mitologia Ashan opiera się wierze w bóstwa-smoki, a jej akcja praktycznie rozpoczyna się od 0 roku smoka, w którym jeden z Czarodziei zostaje takowym gadem.

### Streszczenie
Ślub Izabeli i Nikolaja (Króla Imperium Gryfów) zostaje przerwany przez atak diabła. Demony rozpoczęły inwazję na imperium. Nikolaj rusza na front, a Izabela wycofuje się do pałacu letniego.
- Kampania I Królowa – Upada król pojawia się królowa (Przystań)

Izabela zaniepokojona informacjami o przebiegu walki postanawia pomóc ukochanemu. Wysyła posłów z prośbą o pomoc do elfów i magów. Beatrice wyrusza do króla elfów Alarona, natomiast Godryk do Arcymaga Cyrusa. Izabela postanawia zorganizować oddziały chłopskiej milicji.
Kiedy już posiada trzon swojej armii postanawia ją wzmocnić łucznikami. Izabela wyrusza do miasta Strongbow, słynącego z najlepszych łuczników w imperium. Łucznicy popierają Izabelę jednak miasto Ashwood nie. Izabela tłumi bunt w Ashwood.

Wokół miasta Ashwood widziano wielu zwiadowców demonów. Izabela niszczy wszystkie oddziały demonów, po jednej z walk Izabelę z zaskoczenia atakuje lord demonów. Po wygranej walce pojawia się Beatrice, przynosi dobre wieści, król Alaron zdecydował wysłać na pomoc imperium 2000 tancerzy ostrzy.
Izabela wyrusza do miasta Brightwood, Izabela chce się w nim nauczyć jak posługiwać się magią, w pobliżu miasta znajduje się również most, za którym spotka się z armią Alarona. Kiedy dociera na miejsce okazuje się, że demony zniszczyły most i sanktuarium magii światła. Izabela sięga po radę jasnowidza Ślepego Brata, który mówi jej o butach, które pozwolą jej przejść po wodzie, a znajdują się w krypcie w podziemiach. Izabela wchodzi do podziemi, a po walce z nieumarłymi zdobywa buty i przechodzi na drugi brzeg, na którym natyka się na demony, okazuje się też, że Beatrice nie żyje już od wielu dni, a udawała ją Biara – sukkub.
Godryk i jego córka Freyda poszukują Izabeli, w końcu dowiadują się, że Izabela jest przetrzymywana w więzieniu w okolicach Dunmoor. Godryk i Freyda odbijają Izabelę i Dunmoor z rąk demonów. Zwiadowca przynosi wieści, że armia demonów kieruje się w stronę Dunmoor. Godryk chce się bronić w mieście, Izabela jednak woli zmierzyć się na ubitej ziemi. Dochodzi do starcia z Agraelem, dowódcą armii demonów. Agrael przegrywa, jednak udaje mu się uciec. Kolejne szturmy Izabela i Godryk odpierają w mieście. Kiedy ich sytuacja staje się trudna, Godryk proponuje odnaleźć artefakt Łzę Ashy, który pomógłby im odpierać kolejne ataki. Bohaterowie odnajdują Łzę Ashy, jednak po kolejnych szturmach to nie wystarcza, postanawiają wysłać Godryka z prośbą o wsparcie do Nikolaja. Nikolaj nadchodzi z pomocą, zostaje jednak zaatakowany przez Agraela. W trakcie walki Nikolaj zostaje zabity przez Agraela. Izabela i Godryk docierają na pole bitwy. Gdy jej ukochany konał Agrael zbiegł. Zanim Nikolaj umiera prosi Godryka, aby Izabela została królową i aby ją chronił. Godryk nie chce się zgodzić, gdyż Izabela nie była koronowana, w końcu jednak przysięga Nikolajowi to, o co go prosił.
- Kampania II Kultysta – Demon musi dokonać wyboru (Inferno)

Agrael dowiaduje się od Biary, że potężna armia pod dowództwem Godryka depcze mu po piętach, jest rozczarowany, ponieważ był pewny, że Izabela osobiście ruszy w pogoń. Agrael wie, że jedynym ratunkiem jest odnalezienia przejścia do Sheogh. Mimo że Agrael korzystał już z tego przejścia to ma problemy z odnalezieniem go, w końcu udaje mu się je odnaleźć, po przejściu na drugą stronę spotyka Erasiala. Agrael domyśla się, że Kha Beleth odkrył jego ukryte zamiary. Agrael wygrywa w bitwie z Erasialem. Agrael wypytuje Erasiala o cele jego misji, Agrael w zamian za informacje proponuje szybką śmierć, w przeciwnym wypadku bolesną. Erasial wyznaje, że miał zdobyć głowę Agraela i artefakt serce gryfa, mówi też o zdradzie Agraela. Kiedy Erasial ma zginąć powołuje się na Władcę Demonów, Kha Beleth pojawia się i zabija Erasiala, ponieważ ten nie wykonał powierzonej mu misji. Władca mówi o ambicjach Agraela, mówi też, że Agrael zginie następny, po czym znika.
Biara wypytuje Agraela co to za ukryte zamiary, Agrael niechętnie mówi, że zaczął kwestionować plany Władcy oraz że sam pragnie zostać władcą demonów. Biara popiera Agraela, licząc, że jeśli im się uda, to Agrael nie zapomni o sojuszniku. Kolejnym celem Agraela i Biary jest zdobycie Serca Gryfa, jednak nie tylko oni chcą je zdobyć, Kha Beleth wysłał lorda demonów Veyera mającego zdobyć artefakt. Agrael dociera pierwszy na miejsce, Rozmawia ze strażnikiem grobu Stephanem. Agrael nie chce zabijać bez wyraźnej potrzeby, jednak strażnik nie chce zdradzić zmarłego króla. Agrael pokonuje strażników mauzoleum, zaraz po walce zjawia się Veyer. Agrael stacza pojedynek z Veyerem, podczas którego używa serca gryfa, Veyer znika, pojawia się druid, który przedstawia się jako Tieru. Agrael domyśla się, że postać jest tylko iluzją, podczas rozmowy odkrywają wspólny cel, obydwoje chcą przeszkodzić Władcy Demonów w osiągnięciu celów. Tieru chce się spotkać z Agraelem na wyspie na morzu Irisus.
Agrael wyrusza w drogę, jednak aby osiągnąć cel musi przejść przez ziemię elfów. Agrael wchodzi na ziemię elfów, podczas pierwszego starcia ze strażnikami granicznymi pod dowództwem Gilraena zdaje sobie sprawę z ich siły (Gilraenowi udaje się uciec po walce). Agrael uważa, że jeśli ma przejść przez ziemię elfów to musi zająć wszystkie miasta stojące mu na drodze. Pojawia się kolejny przeciwnik, druidzi, którzy przeszkadzają Agraelowi swoją magią. Agrael zajmuje miasta Wenlan, Firius oraz zabija druidów. W ostatnim mieście Ynthil, stacjonuje armia Gilraena, który wyzywa Agraela na rytualny pojedynek, mający zmazać plamę na honorze. Agrael pokonuje Gilraena. Elf chce, aby Agrael go zabił, ponieważ nie może znieść hańby. Agrael mówi, że życie jest zbyt cenne, oraz proponuje Gilraenowi samobójstwo.
Aby dotrzeć do Tieru, Agrael musi zdobyć statek, postanawia zająć elficki port Erewel. Agrael stracił wszystkie demony ze swojej armii, dlatego musi dowodzić elfami, jednak te szybko dezerterują. Agrael zajmuje posterunek Sheogh, znajdujący się w podziemiach, gdzie rekrutuje demony. Agrael spotyka w podziemiach smoki cienia, które w zamian za 100 elfów łuczników otworzą podziemne przejście do Erewel. Agrael korzysta z oferty smoków, zajmuje port i zdobywa statek.
Agrael błądzi po licznych wyspach, w końcu trafia na wyspę Smoczej Mgły, gdzie żyje Tieru. Druid opowiada o planie Kha Beletha polegającym na stworzeniu mesjasza demonów, pół demona, pół człowieka, do stworzenia Mesjasza chce wykorzystać Izabelę, którą kocha Agrael. Agrael i Tieru postanawiają, że razem powstrzymają Kha Beletha. Tieru poprzez Rytuał Prawdziwej Natury uwalnia Agraela od magii demonów. Biara próbuje skraść Serce Gryfa, wtedy Agrael używa go, Biara znika. Tieru opowiada wtedy, że to on stworzył Serce Gryfa z serca króla Alekseja, oraz że artefakt nie zabija demonów tylko odsyła je do Sheogh, okazuje się, że armia demonów jest silniejsza niż kiedykolwiek.
- Kampania III Nekromanta – Triumf Nieumarłych (Nekropolis)

Imperium Gryfów wciąż jest zdruzgotane po śmierci Nikolaja. Młoda królowa nie radzi sobie zbyt dobrze. Ambitny nekromanta Markal zamierza wykorzystać sytuację do swych celów. W tym celu wyrusza ze zmarłą matką Nikolaja, Fioną i musi przejść przez ziemie patrolowane przez magów oraz dotrzeć do Vigil. Później okazuje się, że w Imperium wybuchła wojna domowa, Markal zabija oddziały oblężnicze, by zdobyć przychylność Izabeli. Nekromanta wyjawia królowej plan wskrzeszenia zmarłego Nikolaja za pomocą nekromancji. Potrzebuje jednak czterech artefaktów skradzionych przez króla Cyrusa.
Godrykowi nie podoba się to, że Izabela sprzymierzyła się z Markalem. Nigdy mu nie ufał. Musi jednak zemścić się na Cyrusie, gdy wyśmiał Godryka, gdy poprosił go o wsparcie. Droga nekromanty i rycerza prowadzi do Lorekeep, dawnego kultu nekromancji, zniszczone jednak przez fanatyków króla Olega. Markal odbuduje jednak miasto i zająć tamtejsze miasto magów – Hikm. Markal, Izabela i Godryk znajdują tam pierwszy artefakt – Amulet Nekromancji. Rycerz zamierza go przechować do czasu, gdy nekromanta ukończy swą misję.
Markal dalej musi znaleźć trzy ze składników Stroju Wampira. Musi zająć trzy Srebrne Miasta, by zdobyć Kij Piekieł, Pelerynę Cienia Śmierci i Pierścień Nieskruszonych. Na drodze stoją mu elfy wysłane przez Alarona, które trzymają stronę magów. Markal nie ma na to czasu, więc zostają powstrzymane przez Izabelę. Okazuje się jednak, że Cyrus zabrał ze sobą Pierścień Nieskruszonych do podziemi. Aby za nim pójść, Markal musi mieć 20 kościanych smoków. Rozpoczyna się polowanie na króla.
Markal musi znaleźć Cyrusa w wymiarze Pierścienia Nieskruszonych. Nekromanta musi go zabić w zemście zabójstwa jego mentora – Sandro. Władca magów wysyła tytany, by ułatwić sobie ucieczkę, jednak Markal pokonuje i tę przeszkodę. W końcu znajduje Cyrusa, zabija go i odbiera mu Pierścień Nieskruszonych. Izabela jest zadowolona z jego poczynań, natomiast Godryk coraz bardziej się denerwuje.
Markal jest już o krok do stworzenia Stroju Wampira. Jedyne, co mu pozostało, to odebrać zbuntowanemu Godrykowi Amulet Nekromancji. W tym celu porywa córkę Godryka, Freydę i zabranie ją do Lorekeep na tortury. Rycerz wysyła anioły, aby przeszkodzić mu. Jednak Markal zabije je i zdobywa Skrzydła Anioła, aby dotrzeć do Hikm. W końcu zdobywa Amulet Nekromancji. Izabela zamierza uwięzić Godryka. Teraz nekromanta i królowa wyruszają do Auli Bohaterów, by ożywić Nikolaja.
- Kampania IV Czarnoksiężnik – Narodziny bohatera (Loch)

Wódz klanu Piętna Cienia zginął w jednej z bitew. Strażnik Prawa robi turniej, by wyłonić nowego wodza klanu. Nieznany nikomu czarnoksiężnik o imieniu Raelag (to Agrael po przejściu Rytu Prawdziwej Natury) staje do walki. Tak jak pozostali, ma miesiąc na przygotowania. W końcu pokonuje pozostałych pretendentów i zdobywa Pierścień Wodza Klanu oraz zostaje nowym wodzem.
Nowy wódz Raelag chce połączyć wszystkie klany mrocznych elfów, by stworzyć silne państwo. W tym celu Strażnik Prawa każe mu odwiedzić Malsarę, córkę Malassy. Ta rozkazuje mu znaleźć Łzę Ashy. Okazuje się jednak, że została zakopana na terenie klanu Nocnego Czerepu. W trakcie podboju spotyka Shadyę, mroczną elfkę, która mówi mu, że klan wezwał swych sojuszników – Klan Blizny Duszy. Jednak Raelag pokonuje wrogów i znajduje Łzę Ashy. I tak oto klan Nocnego Czerepu stał się częścią Piętna Cienia.
Żeby stworzyć państwo, Raelag musi podbić klan Blizny Duszy – najpotężniejszy w Ygg-Chall. Jeśli go pokona, mniejsze klany nie będą stanowiły zagrożenia. Jest jednak pewien problem – plotka głosi, że klan Blizny Duszy jest sprzymierzony z demonami. Jednak Raelag podbija wszystkie miasta klanu i pokonuje demony. Ponadto dowiaduje się o planie Kha-Beletha: wysyła Veyera, by ten dał mu Izabelę. Wraz z Shadyą mroczny elf wyrusza przeszkodzić Veyerowi w tym.
Raelag i Shadya muszą powstrzymać Lorda Demonów Veyera. Muszą jednak dostać się do niego. Najkrótsza droga prowadzi przez labirynt. Wkrótce okazuje się, że klucznik, który pilnuje wyjścia z labiryntu nie żyje. Zabił go Grawl, Lord Demonów. Shadya proponuje Raelagowi przejść przez Sheogh, lecz czarnoksiężnik ma zamiar zabić Demona. Pokonuje go i zdobywa klucz. Wkrótce mroczne elfy uciekają z labiryntu.
Raelag musi powstrzymać Veyera przed porwaniem Izabeli. Nie może jednak liczyć na żadną pomoc. Wkrótce zauważa królową z Markalem, ale podąża za nimi Veyer. Czarnoksiężnik powstrzymuje go jednak. Wkrótce mroczny elf mówi Izabeli, że grozi jej niebezpieczeństwo. Markal każe jednak królowej ignorować go i ruszyć dalej do Auli Bohaterów. W końcu Izabela z Markalem docierają tam, by ożywić Nikolaja. Okazuje się, że po ożywieniu jego nie jest już sobą. Wyrwano go od Elratha i stał się wampirzym lordem. Izabela myślała, że ma już swego ukochanego, zamiast tego ma wampira. Nikolaj teoretycznie przejmuje władzę, faktyczne rządy sprawuje Markal.
- Kampania V Łowca – Obrona kraju i honoru( Sylwan)

Szykuje się wojna. Król Alaron zamierza jej zapobiec. W tym czasie do Irollan przybywa Lord Caldwell chcący umocnić więź między Irollan a Imperium Gryfów. Nieumarli nie chcą dawać im spokoju, olbrzymia armia pod dowództwem Wampirzego Lorda Nikolaja nie daje im wytchnienia. Król elfów daje im niezamieszkaną ziemię. Następnie Alaron wysyła Findana, by strzegł granicy. Jednakże nadchodzi armia demonów, którą dowodzi Biara. Udaje jej się uciec, lecz armie nieumarłych wciąż najeżdżają garnizony.
Król Alaron wzywa do siebie Findana. Daje mu misję odnalezienia Szmaragdowych Smoków, które opuściły Irollan, gdy Cyrus wraz z Alaronem nie wspomógł Aleksieja, ojca Nikolaja, w potrzebie u bram Sheogh. Same smoki są na Płonących Piaskach, ziemiach kontrolowanych przez demony. Wkrótce Findan niszczy miasta demonów i odnajduje Szmaragdowe Smoki, wraca by chronić Syris Thalla.
Przybywa na miejsce za późno. Nekromantka Raven podbiła stolicę. Wkrótce Findan odbija ją z powrotem. Alaron oznajmia, żeby Findan odnalazł Tieru, by zdradził mu tajemnice Kha-Beletha. To ostatnie słowa króla, po nich odchodzi do Sylanny. Jednak Syris Thalla jest osłabione i musi być przygotowane. Findan musi uwolnić dwóch bohaterów – Talanara oraz Dirael. W końcu stolica została utrzymana i Findan wyrusza na Wyspę Smoczej Mgły, by znaleźć Tieru.
Findan wyrusza na Morze Irisus, by znaleźć Tieru. Jednak mgła się rozproszyła i można na nią przypłynąć. Okazuje się, że demony przybyły szybciej i zabiły Tieru. Findanowi nie udaje mu się go uratować, zamiast niego widzi jego duszę, która głosem staruszka zaczyna narzekać na... Alarona! W końcu Tieru zdradza Findanowi pilnie strzeżoną tajemnicę: Izabela została naznaczona, jej dziecko ma zostać matką Mesjasza Demonów. Tieru wykorzystał swe siły na artefakt, zwój, za pomocą którego można wykonać rytuał na Izabeli, by ta nie wydała dziecka. Findan wykorzystuje opuszczony przez demony statek, by znaleźć Biarę. Po długiej bitwie sukkubus jest pokonany, lecz zachowuje życie, oddaje zapisany zwój i znika.
Podczas nieobecności Findana, elfy obroniły Syris Thalla. Jednak największe zagrożenie nadchodzi od strony Wampirzego Lorda Nikolaja i jego armii. Findan znajduje jasnowidza, który każe mu znaleźć artefakty Krasnoludzkich Królów w zamian za Feniksy do zniszczenia Lorda Nikolaja. W końcu elf znajduje artefakty i wymienia je na Feniksy. Niszczy widmowe smoki oraz potworną armię Nikolaja. Upadły król nie chce, by elf go zabił. Jednak Findan zabija go i Nikolaj ginie po raz drugi.
- Kampania VI – Mag – Mag stawia czoła złu (Akademia).

Zehir, syn arcymaga Cyrusa chce pomścić śmierć ojca poprzez zabicie Markala. Jednak jest bardzo niedoświadczony i nie ma armii. Jego pierwszym celem będzie przejęcie miasta Kadashman. Pokonuje nekromantów i odbija miasto.
Zehir zamierza wyzwolić Srebrne Miasta spod panowania Markala i zdobyć tajemną wiedzę Sar-Elama. Odzyskuje miasta, w tym stolicę Al Safir i przyswaja całą wiedzę. Następnie zamierza zająć centrum mocy Markala, Lorekeep. Po zajęciu miasta przybywa Galan, wysłannik Findana, który mówi Zehirowi o przepowiedni z czasów zaćmienia księżyca, ale Narxes, mag towarzyszący Zehirowi nie wierzy mu. Arcymag go ignoruje i wyrusza do Talonguard.
Młody arcymag, staje przed kolejnym zadaniem: zniszczenie zła, jakie nosi w sobie Izabela. Musi połączyć się z Findanem, który pokonał Nikolaja. Pomóc mu mogą rebelianci pod dowództwem Lorda Caldwella, ale oni nie pójdą za nim, potrzebny mu będzie uwięziony Godryk. Uwalnia go i razem z nim wyzwala miasta Imperium. Po chwili spotykają Findana, który mówi im, że Markal jest w posiadaniu trzech reliktów: Czarnego Kryształu (daje nieskończoną moc), Przeklętego Garnizonu (daje nowe jednostki) oraz Łzy Ashy. Docierają do Bel-Zeri miasta Markala, niszczą relikty oraz stają z nim twarzą w twarz. Godryk i Findan chcą go zabić „tradycyjnie”, ale Zehir robi to magicznie, tak by nekromanta się nie wskrzesił.
Wojna przeciw Izabeli i nieumarłym dobiega końca. Pozostaje tylko jedno zagrożenie: sama królowa. Na drodze do Talonguard stają mroczne elfy pod dowództwem Raelaga i Shadyi. Elf mówi, że również zna Tieru. Podczas oblężenia miasta Izabela dochodzi do wniosku, że Raelag to Agrael, demon który zabił Nikolaja. Mimo iż przywódca Ygg-Chall wyznaje miłość do niej, rytuał musi się odbyć.
W trakcie ceremonii ujawnia się prawdziwa twarz Shadyi. Okazało się, że Biara cały czas ją udawała. Porywa Izabelę i zabiera ją do Sheogh, ale gubi Serce Gryfa. Zehir, jako utalentowany arcymag używa go, by przenieść siebie i towarzyszy do piekła.
Zehir, Findan, Godryk i Raelag. Przyjdzie im uratować Izabelę z piekielnych czeluści. Na drodze staje im Ur-Hakal, stolica Sheogh w której jest Biara. Raelag chce ją zabić, jednak sukkubus mówi im, gdzie jest Izabela. Przenoszą się do miasta Władcy Demonów, Kha-Beletha, który jest chroniony przez magiczną barierę. Bohaterom udaje się zniszczyć bramę. Po chwili Władca Demonów składa Raelagowi propozycję: odda mu Izabelę, ale zachowa dziecko, a mroczny elf zabije przyjaciół. Czarnoksiężnik jednak odmawia, gdyż nie chce narażać życia, nawet dla królowej. Bohaterowie muszą się teraz zmierzyć z Władcą. Udaje im się, ale Kha-Beleth, mówi, że przegrał bitwę, ale nie wojnę i go zabijają. Teraz pozostaje problem z królową. Zehir wysyła wszystkich do Srebrnych Miast, by magowie utrzymali ją w ryzach. Po chwili Godryk przechadza z Izabelą w katedrze Talonguard. Rycerz ma na myśli remonty, jednak królowa chce stworzyć nową religię dla Elratha.

## Frakcje
Istoty zamieszkujące Ashan zostały podzielone na 8 frakcji (w nawiasach podano krainy, rasy i smoki, które czczą):
- Przystań (Święte Imperium Gryfów – ludzie, czciciele Elratha – smoka światła)
- Nekropolis (Nekromanci i nieumarli, czciciele spaczonego wizerunku Ashy – Pająka)
- Lochy (Ygg-Chall – mroczne elfy, czciciele Malassy – smoka ciemności)
- Sylwan (Irollan – elfy, czciciele Sylanny – smoka ziemi)
- Akademia (Srebrne Miasta – czarodzieje, jako patrona mają Sylatha, smoka powietrza, nie czczą jednak smoków jako bóstwa)
- Inferno (Sheogh – demony, czciciele Urgasha – złego brata Ashy i smoka Chaosu)
- Forteca (Grimheim – krasnoludy, czciciele Arkatha, Smoka Ognia)
- Twierdza (Orkowie, czczą Matkę Ziemię i Ojca Niebo)

Każdemu z wyżej wymienionych miast jest przypisana własna kampania. Większość jednostek oraz ich ulepszeń jest zaczerpnięta z Heroes of Might and Magic III. Każda frakcja ma swoją swoistą taktykę i zmusza gracza do innych ruchów na polu bitwy.

## Polska wersja
Wersja polska: Start International Polska 

Reżyseria: Elżbieta Kopocińska-Bednarek
Głosu użyczyli:
- Małgorzata Foremniak - Izabela
- Bogusław Linda
  - Agrael,
  - Raelag
- Tatiana Okupnik - Biara
- Daniel Olbrychski - Markal
- Wiktor Zborowski - Godryk
- Jacek Kopczyński - Findan
- Janusz Wituch
  - Kapłan,
  - Gilraen,
  - Stephan,
  - sir  Thomas
- Paweł Szczesny
  - Władca Demonów,
  - Narxes,
  - Przywódca Wieśniaków
- Krzysztof Banaszyk
  - Maahir,
  - Tholos
- Andrzej Chudy
  - Alaric,
  - Władca Demonów (scenariusz „Ostatni Lot Sokołów”)
- Adam Bauman
  - Lord Caldwell,
  - Tieru
- Tomasz Bednarek – Nikolaj
- Jarosław Boberek
  - Alyad,
  - Argoth,
  - Erasial,
  - Veyer
- Jacek Bończyk – Zehir
- Jan Kulczycki
  - Ugrul,
  - Cero
- Grzegorz Pawlak – Alaron
- Jacek Mikołajczak – Sinitar
- Izabella Bukowska
  - Freyda,
  - Malsara,
  - Smok Cienia
- Agnieszka Kunikowska – Eruina
- Anna Apostolakis - Raven
- Elżbieta Kopocińska-Bednarek - Strażnik Prawa

## Dodatki
Dotychczas ukazały się dwa oficjalne dodatki do gry. Pierwszy z nich to Heroes of Might and Magic V: Kuźnia Przeznaczenia (ang. Heroes of Might and Magic V: Hammers of Fate). Dodano w niej nację krasnoludów i kilka scenariuszy dla pojedynczego gracza. Drugi z nich to Heroes of Might and Magic V: Dzikie hordy (ang. Heroes of Might and Magic V: Tribes of the East).
Latem 2007 roku narodziła się pierwsza księga fanowskiego dodatku do tejże gry – Legends of the Ancients. Dodatek ten zawiera modyfikacje gry, kampanie, które opowiadają dalszą historię w świecie, w którym istnieją Starożytni i Kreeganie przygotowujący się do kolejnej ofensywy – tym razem na Axeoth, gdzie do tej pory byli jedynie mniejszością w państwie nekromantów. W 2008 roku wyszedł nowy dodatek „Mesjasz Ciemności”. W dodatku wydano limitowaną edycję ,,Kolekcja Wszech Czasów”, zawierającą poprzednie części gry wraz z wszystkimi oficjalnymi do nich dodatkami.